# AMD K12
AMD K12는 2017년 출시 예정인 ARMv8-A(AArch64) 명령어 집합을 기반으로 한 AMD의 첫 번째 맞춤형 마이크로아키텍처였다. 이전 버전인 옵테론 A1100 시리즈이자 ARMv8-A도 ARM Cortex-A57 코어를 사용했다. 2023년 기준 해당 제품은 공식적으로 취소되었다.
이 마이크로아키텍처는 고주파수와 전력 효율성에 초점을 맞추고 밀도가 높은 서버, 임베디드 및 세미 맞춤형 시장 부문을 목표로 삼았다.

## 같이 보기
- 젠 (마이크로아키텍처)